# Фестивал песме
Фестивал песме (алб. Festivali i Këngës), који се назива и једноставно ФиК или Фест, је годишње музичко такмичење у Албанији које организује национални емитер Radio Televizioni Shqiptar (РТСХ). Емитован сваке године од инаугурације 1962. године, фестивал је одређује представника земље на Песми Евровизије од 2004. године.
Различите певачке презентације су коришћене током њене историје, почевши од наступа само на радију у првих неколико година, а затим се проширило на наступе уживо, репродукцију, римејкове и дуете са другим певачима. Победнике традиционално бира жири. Међутим, примењиване су и друге методе гласања, попут телегласања или регионалних жирија. Понекад је главни поротник имао двоструко већу моћ гласа од осталих поротника.
Ваче Зела држи рекорд по броју победа у такмичењу са једанаест победа, а следе Тонин Тершана са четири победе и Аурела Гаче, Мањола Налбани и Елза Лила са три победе. Најновија победница је Елса Лила, која је победила на 61. издању такмичења.

## Историја
Прво издање Фестивала и Кенгес одржано је 21. децембра 1962. у Високом институту уметности у Тирани и победила је Ваче Зела изводећи песму под називом „ Fëmija i parë".  Пријаве за такмичење, у време комунизма, биле су стриктно усредсређене на лаку музику .  Временом су записи неутралне тематике почели да се користе као оруђе владајуће Комунистичке партије Албаније у промовисању њених идеала.
Издање из 1972. године било је прекретница за такмичење, у којем је диктатор Енвер Хоџа тужио организаторе Festivali i Këngës 11 након што су их прогласили „непријатељима јавности“. Оптужени су да су у својим песмама и наступима угрозили земљу „неморалним аспектима“. Овај инцидент је започео период екстремног притиска и цензуре, са владајућом Комунистичком партијом која је наметнула бројне санкције креативности такмичења и строгу цензуру на све што је влада сматрала неприкладним. Ово се кретало од ограничавања врсте одеће коју уметници могу да носе, до ограничавања њиховог опсега кретања током наступа. Главни организатори емисије оптужени су за заверу против земље и корумпираност њене омладине.   Песме су биле веома праћене, а теме су се углавном односиле на развој земље или владу и њене главне личности.
Након Хоџине смрти 1984. године, промена у тексту је била веома нагла и цензура је почела да се попушта. Нертила Кока и Анита Битри брзо су постале познате по својим песмама о љубави, док су Парасхкеви Симаку, Ирма Либохова и Морена Река такође ангажовале младе са све либералнијим политичким уписима из године у годину. Рок групе као што су Tingulli i Zjarrtë су имали значајан утицај поруком својих песама и увођењем рок музике на албанску музичку сцену, жанра који је успешно опстао до данас и лако се може уочити чак и у модерним ФиК записима, од којих многи садрже електричне гитаре. Ова либерализација је све време била дозвољена прећутним пристанком руководства Комунистичке партије, првенствено као резултат њиховог схватања да се дани комунизма у Источној Европи ближи крају. Шира јавност је, међутим, била мање свесна неизбежности таквих промена политичког поретка, због чега су наступи имали загонетан ефекат који је изазивао и осећање гнева и наде.
После пада комунизма, Festivali i Këngës имали привремени подстицај и у квалитету и у разноврсности. Победничке песме одражавале су прелазни период кроз који је земља пролазила. Победник из 1991. године, Ардит Гјебреа са „Јон“, и победник из 1992. године, песму Османа Муле коју певају Александер Гјока, Мањола Наллбани и Виктор Тахирај под називом „ Pesha e fatit" ("Тежина судбине") били су усредсређени на имиграцију и слободу, што се поклапа са стањем ствари у Албанији у то време. Током овог периода, такмичење је такође по први пут упознато са речју „Бог“. Пре тога, вера је била незаконита и реч није смела да се изговара у јавности. Учешће албанских певача изван граница земље такође је био додатак историји фестивала током ове деценије. Пре тога, земља је била у периоду изолације. Одећа и наступи певача постајали су све екстравагантнији како је време пролазило, а певачице као што су Блеона Керети, Ледина Чело и Аделина Исмајли биле су међу најистакнутијим трендсетеркама нове ере.
1996. сцена Festivali i Këngës дочекала је новајлију Елзу Лилу, која је победила на такмичењу са „ Pyes lotin “ („Тражим сузу“) 1996. и поново следеће године са „ Larg urrejtjes “ („Далеко од мржње“) 1997. године. Ове песме одражавале су тешку стварност у земљи након колапса пирамидалних шема, догађаја који је изазвао хаос у целој Албанији. Упркос тешким временима, Festivali i Këngës никада није прекинуо емитовање и наставио је како је планирано током последњих недеља децембра, као што је то чинио сваке године од његовог почетка.
Године 1998, Алберие Хадергјонај је постао први косовско-албански певач који је победио на такмичењу са баладом „ Mirësia dhe e vërteta “ („Доброта и истина“). Песма је имала хуманитарну антиратну поруку и често се локално помиње као песма за Косово, која се односи на рат 1998–99 .
До 1999. Festivali i Këngës био највећи музички догађај у Албанији. Његова популарност је почела да опада након увођења других такмичења као што су Топ Фест и Kënga Magjike , које су биле либералније са својим уласком и избором певача, и на крају су почеле да производе веће оцене. Међутим, увођењем Албаније на Песму Евровизије 2004. године, Festivali i Këngës брзо је почео да производи већи степен националног и међународног интереса. Фестивал је такође добио појачање публике уз учешће новајлија са наведених такмичења, попут Ањезе Шахини, која је освојила Ethet e së Premtes Mbrëma ( Албански идол ) шоу талената неколико месеци пре такмичења у ФиК-у и био је популаран у јавности због свог гласа и присуства на сцени.

### Песма Евровизије
Ањеза Шахини победила је на 42. Festivali i Këngës , стављајући на друго место певачицу Маризу Икономи. Мариза је бојкотовала бину када су објављени резултати у знак разочарења. У овом издању је много тога било на коцки, јер би победник био први представник Албаније на такмичењу за Песму Евровизије. Ањеза је наставила да пева на Песми Евровизије 2004. године, завршивши на 7. месту са песмом " Тhe Image For You ". Од тада се појавило више међународног интересовања за фестивал, а фанови Евровизије из Европе и шире све више прате такмичење путем интернет стримова уживо и сателитских фидова. Сваке године, хештегови у вези са Festivali i Këngës су били у тренду на Твитеру у многим европским земљама током финала уживо. Festivali i Këngës је обично први национални селекцијски процес у сезони Евровизије, где земље откривају своје конкурентске пријаве за главно такмичење у мају. Због тога што се обично одржава око божићне недеље, фанови Евровизије овај временски период називају „ФиКмас“.   
Евровизијско путовање Албаније произвело је многе незаборавне радове и наступе како познатих тако и нових музичара. Њен најбољи резултат до сада је била косовско-албанска певачица Рона Нишлиу са песмом „Сус“, која је заузела 2. место у полуфиналу и 5. место у финалу Песме Евровизије 2012. године . 

## Опште информације
- У раним издањима Festivali i Këngës, сваку песму би интерпретирали два или три пута различити певачи. Међутим, само једна од отпеваних верзија би била проглашена победничком.
- 1980. се причало да је влада интервенисала у избору победника, дајући победу „ Shoqet tona ilegale" ("Наши илегални пријатељи") Ваче Зеле над " Njerëzit e agimeve“ („Људи јутра“) Алиде Хиску . Док је прва песма која одаје почаст тајним пријатељствима међу партизанима у време националног ослобођења Албаније од нацистичких снага, друга се снажно позива на идеје интелектуалног буђења и просветитељства, концепте за које се сматра да су у снажној супротности са филозофијом диктатуре Енвера Хоџе.
- 1987. је речено да је Козма Души са песмом „ Lot me ty o djalë“ („Хеј дечко плачемо с тобом“) требало је да буде проглашен за победника, међутим неколико минута пре него што је жири донео одлуку, Хоџина супруга Неџмије рекла је да не жели да та песма победи, па је изабрана друга песма.
- Мариза Икономи је 1994. године постала најмлађа певачица која се такмичила на фестивалу са 12 година, у дуету са Франческом Радијем и њиховом песмом „ Telefonatë zemrash“ („Телефонски позив срца“).
- Године 1995. песма „E doni dashurinë" ("Да ли желиш љубав") Луана Жегуа и Ледине Чело је пријављенa да је песма са најдужим аплаузом на Festivali i Këngës, са укупним временом аплауза од 7 минута и 11 секунди.
- Године 1998. прва косовско-албанска певачица, Албери Хаџонај, са песмом „ Mirësia dhe e vërteta “ („Доброта и истина“), проглашен је за победника.
- Године 1999, песма „ Apokalipsi" ("Апокалипса") Ирме и Еранде Либохове првобитно је проглашена за победника уместо " S'jam tribu " Ауреле Гаче“ („Ја нисам данак“) због погрешног израчунавања гласова жирија.
- У 2016. години, технологија холограма је коришћена да се врати наступ Ваче Зеле као омаж, скоро три године након њене смрти.